# Никољданска скупштина
На Никољдан 19. децембра 1905. године (6. децембра по старом календару) састала се прва Народна скупштина у Црној Гори.
Изабрани посланици за прву Народну Скупштину у Црној Гори састали су се на Цетињу 3. децембра 1905. године.
Дана 6. децембра Књаз Никола је објавио кроз Пријестолну беседу своме народу, да му је дао Устав и да је досадашњи облик владавине замијенио уставним и парламентарним системом.
Први редовни састанак засједања Народне скупштине одржан је 7. децембра, на њему је прочитан указ Књаза Господара о именовању нових министра. Потом је послије дуже дискусије, одлучено да предсједник предложи 15 посланика, који ће сачинити одбор за израду адресе. Пошто се чланови одбора не сложише у начину како да се изради адреса или да се она уопште израђује, кад ова Скупштина уопште нема законодавно право, то је ради решења тог питања сазван други редовни састанак за 8. децембар.
На другом редовном састанаку се дуго расправљало с гледишта уставног права замршено и нејасно питање: како да се карактерише ова Скупштина, која су њена права, које дужности. Новоименовани министар унутрашњих дјела Лабуд Гојнић, по професији правник, нагласио је да ова Скупштина "није ни уставотворна, ни законодавна, ни колсултативна".
На трећем редовном састанаку који је одржан 9. децембра расправљано је питање, да треба будући закон о изборима народних посланика да гарантује тајно гласање, и да од кандидата за посланике треба да се искључује војни и полицијски службеницима.
Посљедњи састанак засиједања Народне Скупштине одржан је 10. децембра гдје је у присуству Књаза Господара и Књажевске владе прочитан у цјелини Устав. Овим је прва Народна Скупштина завршила своје прво и једино засиједање јер је послије тога распуштена.

## Предсједник скупштине
Поп Симо Радуловић пресједавајући првог заседања Народне скупштине 3. децембра 1905.
Војвода Шако Петровић Његош предсједник Народне скупштине 1905.

## Пут ка увођењу уставног режима
Пут ка увођењу уставног режима отпочео је промјеном дотадашње дугогодишње владе, којој је био на челу рођак књаза Николе војвода Божо Петровић Његош, који је у народу уживао углед правична и поштена државника.
Указ о разрешењу Божа Петровића — Његоша и постављању владе Лазара Мијушковића је објављен уочи усвајања Устава 1905. године.

## Зетски дом
У Зетски дому учињене су велике припреме за свечано отварање Народне скупштине. Велика позоришна дворана привремено је удешена за држање сједница скупштинских. У партеру су понамјештене клупе за народне посланике, а на мјесту, гдје је била позорница, на узвишеном подијуму начињен је пријесто за Његово Краљевско Височанство Књаза Господара. Пријесто је украшен књ. црногорским грбом, амблемима и тробојкама. Исто је тако цијела дворана украшена амблемима и тробојкама.

## Реакција јавности
Према реакцијама јавности послије Скупштине, она је била изненађења и незадовољна далеко више процедуром него самим Уставом. У почетку је направљена грешка и ефекат је промашен. Тешко је разумјети, зашто је књаз Лучинданском прокламацијом обећао договор са народним посланицима, а поступио обратно на никољданској Скупштини гдје је без дискусије примљен предложени устав. Ако није хтио договор са народним посланицима, који је прокламацијом обећао, није га морао обећавати. Могао је просто октроисати (дати) Устав, без претходног одобрења и сагласности народних посланика.
Прихватањем устава без било какве дискусије може се објаснити и чињеницом да је велика већина посланика била у државној служби и да је од народа сматрана као главарска скупштина, попут оних које је књаз Никола, у првом периоду своје владавине, када му је то затребало понекад окупљао.
Чињеница да се починила политичка грешка на почетку уставног живота са посљедицама које ће неповољно утицати на будући развој уставног живота у Књажевини Црној Гори.